# Persone di nome Michel
| Questa pagina contiene informazioni ricavate automaticamente dalle voci biografiche con l'ausilio del template Bio e di un bot. L'aggiornamento è periodico e automatico e ricostruisce completamente la pagina. Se manca una persona in questa lista, sei pregato di non aggiungerla, ma accertati piuttosto che la sua voce biografica contenga il template Bio e che i dati anagrafici siano correttamente compilati. Se il template Bio manca, inseriscilo tu stesso o, in alternativa, metti l'avviso {{tmp\|Bio}} che ne segnala la mancanza. Se i dati riportati sono sbagliati, correggi direttamente la voce biografica; le modifiche saranno visibili in questa lista entro pochi giorni. Per chiarimenti vedi il progetto antroponimi. La lista contiene solo le 477 persone che sono citate nell'enciclopedia e per le quali è stato implementato correttamente il template Bio. Pagina aggiornata al 6 ago 2025. |

Questa è una lista di persone presenti nell'enciclopedia che hanno il nome Michel, suddivise per attività principale.

## Allenatori di hockey su ghiaccio(2)
- Michel Parizeau, allenatore di hockey su ghiaccio e ex hockeista su ghiaccio canadese (Montréal, n. 1948)
- Michel Therrien, allenatore di hockey su ghiaccio e ex hockeista su ghiaccio canadese (Montréal, n. 1963)

## Alpinisti(3)
- Michel Croz, alpinista francese (Chamonix-Mont-Blanc, n. 1830 - Cervino, † 1865)
- Michel Darbellay, alpinista svizzero (Orsières, n. 1934 - Martigny, † 2014)
- Michel Gabriel Paccard, alpinista francese (Chamonix, n. 1757 - Chamonix, † 1827)

## Ambasciatori(1)
- Michel de Codignac, ambasciatore francese

## Ammiragli(1)
- Michiel de Ruyter, ammiraglio olandese (Flessinga, n. 1607 - Siracusa, † 1676)

## Arbitri di calcio(1)
- Michel Vautrot, ex arbitro di calcio francese (Antorpe, n. 1945)

## Archeologi(2)
- Michel Brunet, archeologo francese (Magné, n. 1940)
- Michel Gras, archeologo e storico francese (Montpellier, n. 1945)

## Architetti(5)
- Michel Holley, architetto francese (Düsseldorf, n. 1924 - Parigi, † 2022)
- Michel de Klerk, architetto olandese (Amsterdam, n. 1884 - Amsterdam, † 1923)
- Michel Angelo Morelli, architetto e ingegnere svizzero (Torino - Torino)
- Michel Pinseau, architetto francese (Morez, n. 1926 - Parigi, † 1999)
- Michel Roux-Spitz, architetto francese (Lione, n. 1888 - Dinard, † 1957)

## Arcivescovi cattolici(2)
- Michel Aupetit, arcivescovo cattolico francese (Versailles, n. 1951)
- Michel Jalakh, arcivescovo cattolico libanese (Baouchrieh, n. 1966)

## Arrampicatori(1)
- Michel Piola, arrampicatore e alpinista svizzero (Ginevra, n. 1958)

## Artisti(3)
- Michel Bampély, artista, sociologo e poeta francese (Kiev, n. 1974)
- Michel Granger, artista francese (Roanne, n. 1946)
- Michel Majerus, artista lussemburghese (Esch-sur-Alzette, n. 1967 - † 2002)

## Assassini seriali(2)
- Michel Fourniret, serial killer francese (Sedan, n. 1942 - Parigi, † 2021)
- Michel Peiry, serial killer svizzero (Romont, n. 1959)

## Astrologi(1)
- Nostradamus, astrologo, scrittore e farmacista francese (Saint-Rémy-de-Provence, n. 1503 - Salon-de-Provence, † 1566)

## Astronauti(1)
- Michel Tognini, astronauta francese (Vincennes, n. 1949)

## Astronomi(5)
- Michel Boeuf, astronomo francese
- Michel Giacobini, astronomo francese (Pancheraccia, n. 1873 - Parigi, † 1938)
- Michel Mayor, astronomo svizzero (Losanna, n. 1942)
- Michel Meunier, astronomo francese
- Michel Ory, astronomo svizzero (Develier, n. 1966)

## Attori(27)
- Michel Altieri, attore e cantante italiano (Bari, n. 1974)
- Michel Auclair, attore francese (Coblenza, n. 1922 - Saint-Paul-en-Forêt, † 1988)
- Michel Aumont, attore francese (Parigi, n. 1936 - Parigi, † 2019)
- Michel Bedetti, attore, doppiatore e direttore del doppiaggio francese (n. 1938)
- Michel Blanc, attore e regista francese (Courbevoie, n. 1952 - Parigi, † 2024)
- Michel Boujenah, attore e regista francese (Tunisi, n. 1952)
- Michel Bouquet, attore francese (Parigi, n. 1925 - Parigi, † 2022)
- Michel Chauvet, attore messicano (Città del Messico, n. 1985)
- Coluche, attore e comico francese (Parigi, n. 1944 - Opio, † 1986)
- Michel Constantin, attore francese (Parigi, n. 1924 - Draguignan, † 2003)
- Michel Courtemanche, attore e mimo canadese (Laval, n. 1964)
- Michel Creton, attore francese (Wassy, n. 1942)
- Michel Delahaye, attore e critico cinematografico francese (Vertou, n. 1929 - Parigi, † 2016)
- Michel Duchaussoy, attore francese (Valenciennes, n. 1938 - Parigi, † 2012)
- Michel Fau, attore e regista francese (Agen, n. 1964)
- Michel Galabru, attore francese (Safi, n. 1922 - Parigi, † 2016)
- Michel Gill, attore statunitense (New York, n. 1960)
- Michel Gurfi, attore e produttore televisivo argentino (Buenos Aires, n. 1982)
- Michel Joelsas, attore brasiliano (San Paolo del Brasile, n. 1995)
- Michel Lemoine, attore e regista francese (Pantin, n. 1922 - Sancerre, † 2013)
- Michel Mella, attore e doppiatore francese (Parigi, n. 1950)
- Michel Modo, attore, comico e doppiatore francese (Carpentras, n. 1937 - Vaires-sur-Marne, † 2008)
- Michel Muller, attore, regista e sceneggiatore francese (Vienna, n. 1966)
- Michel Noher, attore argentino (Buenos Aires, n. 1983)
- Michel Serrault, attore francese (Brunoy, n. 1928 - Honfleur, † 2007)
- Michel Simon, attore svizzero (Ginevra, n. 1895 - Bry-sur-Marne, † 1975)
- Michel Subor, attore francese (Parigi, n. 1935 - Tolosa, † 2022)

## Attori teatrali(1)
- Michel Baron, attore teatrale e drammaturgo francese (Parigi, n. 1653 - Parigi, † 1729)

## Avvocati(1)
- Michel Temer, avvocato e ex politico brasiliano (Tietê, n. 1940)

## Banchieri(1)
- Michel David Weill, banchiere francese (Parigi, n. 1932 - New York, † 2022)

## Beatmaker(1)
- Michel, beatmaker, produttore discografico e disc jockey svizzero (Mendrisio, n. 1975)

## Botanici(1)
- Michel Adanson, botanico francese (Aix-en-Provence, n. 1727 - Parigi, † 1806)

## Cabarettisti(1)
- Michel Valette, cabarettista, attore e compositore francese (Colmar, n. 1928 - Antony, † 2016)

## Canoisti(2)
- Michel Chapuis, ex canoista francese (Roche-lez-Beaupré, n. 1941)
- Michel Scheuer, canoista tedesco (Pétange, n. 1927 - Krefeld, † 2015)

## Canottieri(2)
- Michel Andrieux, ex canottiere francese (Bergerac, n. 1967)
- Michel Knuysen, canottiere belga (n. 1929 - † 2013)

## Cantanti(4)
- Michel Delpech, cantante francese (Courbevoie, n. 1946 - Puteaux, † 2016)
- Michel Fugain, cantante e compositore francese (Grenoble, n. 1942)
- Michel Sardou, cantante e attore francese (Parigi, n. 1947)
- Michel Laurent, cantante francese (Tunisi, n. 1944 - Le Port-Marly, † 2023)

## Cantautori(3)
- Michel Berger, cantautore e produttore discografico francese (Neuilly-sur-Seine, n. 1947 - Ramatuelle, † 1992)
- Michel Polnareff, cantautore e produttore discografico francese (Nérac, n. 1944)
- Michel Teló, cantautore, compositore e ballerino brasiliano (Medianeira, n. 1981)

## Cardinali(1)
- Michel du Bec-Crespin, cardinale francese (Montemer - Avignone, † 1318)

## Cardiologi(1)
- Michel Mirowski, cardiologo polacco (Varsavia, n. 1924 - Baltimora, † 1990)

## Cavalieri(1)
- Michel Roche, cavaliere francese (Brunoy, n. 1939 - Fontainebleau, † 2004)

## Cestisti(13)
- Michel Jean-Baptiste Adolphe, ex cestista francese (Fort-de-France, n. 1979)
- Michel Audureau, ex cestista francese (Blaye, n. 1941)
- Michel Bonnevie, cestista francese (Chaville, n. 1921 - Ivry-sur-Seine, † 2018)
- Michel Diouf, cestista senegalese (Médina Gounass, n. 1989)
- Michel Gomez, ex cestista e allenatore di pallacanestro francese (Rouen, n. 1951)
- Michel Housse, ex cestista francese (Lione, n. 1934)
- Michel Lasme, ex cestista e allenatore di pallacanestro ivoriano (Abidjan, n. 1982)
- Michel Le Ray, ex cestista e allenatore di pallacanestro francese (n. 1943)
- Michel Longueville, ex cestista francese (Parigi, n. 1946)
- Michel Mehech, cestista cileno (Homs, n. 1914 - Santiago del Cile, † 2008)
- Michel Ferreira do Nascimento, ex cestista brasiliano (San Paolo, n. 1978)
- Michel Morandais, ex cestista francese (Les Abymes, n. 1979)
- Michel Rat, ex cestista francese (Auvers-sur-Oise, n. 1937)

## Chimici(1)
- Michel Eugène Chevreul, chimico francese (Angers, n. 1786 - Parigi, † 1889)

## Chirurghi(1)
- Michel Odent, chirurgo francese (Oise, n. 1930)

## Chitarristi(3)
- Michel Cusson, chitarrista canadese (Drummondville, n. 1957)
- Michel Giovannetti, chitarrista francese (Marsiglia, n. 1970)
- Michel Pagliaro, chitarrista, cantante e armonicista canadese (Montréal, n. 1948)

## Ciclisti su strada(18)
- Michel Borisowski, ciclista su strada e pistard belga (Liegi, n. 1871 - Liegi, † 1930)
- Michel Cornelisse, ex ciclista su strada e dirigente sportivo olandese (Amsterdam, n. 1965)
- Michel Coroller, ex ciclista su strada francese (Bayeux, n. 1949)
- Michel D'Hooghe, ciclista su strada belga (Zele, n. 1912 - Lokeren, † 1940)
- Michel Frédérick, ciclista su strada svizzero (Zurigo, n. 1872 - Nizza, † 1912)
- Michel Grain, ex ciclista su strada francese (Saint-Georges-lès-Baillargeaux, n. 1942)
- Michel Hessmann, ciclista su strada tedesco (Münster, n. 2001)
- Michel Koch, ex ciclista su strada tedesco (Wuppertal, n. 1991)
- Michel Kreder, ex ciclista su strada e pistard olandese (L'Aia, n. 1987)
- Michel Lafis, ex ciclista su strada svedese (Stoccolma, n. 1967)
- Michel Laurent, ex ciclista su strada francese (Bourbon-Lancy, n. 1953)
- Michel Pollentier, ex ciclista su strada e pistard belga (Diksmuide, n. 1951)
- Michel Périn, ex ciclista su strada francese (Lavardac, n. 1947)
- Michel Ries, ciclista su strada lussemburghese (n. 1998)
- Michel Stolker, ciclista su strada olandese (Zuilen, n. 1933 - Etten-Leur, † 2018)
- Michel Van Aerde, ciclista su strada belga (Zomergem, n. 1933 - Burst, † 2020)
- Michel Vermeulin, ex ciclista su strada francese (Montreuil, n. 1934)
- Michel Vermote, ex ciclista su strada belga (Tournai, n. 1963)

## Clarinettisti(1)
- Michel Yost, clarinettista e compositore francese (Parigi, n. 1754 - Parigi, † 1786)

## Compositori(9)
- Michel Brusselmans, compositore belga (Parigi, n. 1886 - Bruxelles, † 1960)
- Michel Colombier, compositore francese (Lione, n. 1939 - Santa Monica, † 2004)
- Michel III Danican Philidor, compositore francese (n. 1683 - † 1723)
- Michel Jonasz, compositore e musicista francese (Drancy, n. 1947)
- Michel Lambert, compositore, cantante e liutista francese (Champigny-sur-Veude, n. 1610 - Parigi, † 1696)
- Michel Legrand, compositore, pianista e arrangiatore francese (Parigi, n. 1932 - Neuilly-sur-Seine, † 2019)
- Michel Magne, compositore francese (Lisieux, n. 1930 - Cergy, † 1984)
- Michel Portal, compositore, sassofonista e clarinettista francese (Bayonne, n. 1935)
- Michel Rubini, compositore, arrangiatore e direttore d'orchestra statunitense (Los Angeles, n. 1942)

## Compositori di scacchi(1)
- Michel Caillaud, compositore di scacchi francese (n. 1957)

## Conduttori radiofonici(1)
- Michel Jasmin, conduttore radiofonico e conduttore televisivo canadese (Saint-Laurent, n. 1945)

## Critici cinematografici(1)
- Michel Chion, critico cinematografico, compositore e regista francese (Creil, n. 1947)

## Critici d'arte(2)
- Michel Seuphor, critico d'arte, storico dell'arte e pittore belga (Anversa, n. 1901 - Parigi, † 1999)
- Michel Tapié, critico d'arte francese (Senouillac, n. 1909 - Courbevoie, † 1987)

## Cuochi(2)
- Michel Guérard, cuoco, scrittore e imprenditore francese (Vétheuil, n. 1933 - Eugénie-les-Bains, † 2024)
- Michel Roux, cuoco francese (Charolles, n. 1941 - Bray, † 2020)

## Danzatori(6)
- Billioni, ballerino francese (Parigi, n. 1729 - Parigi, † 1795)
- Michel Blondy, ballerino e coreografo francese (n. 1675 - Parigi, † 1739)
- Michel Descombey, ballerino, coreografo e direttore artistico francese (Bois-Colombes, n. 1930 - Città del Messico, † 2011)
- Michel Fokine, ballerino e coreografo russo (San Pietroburgo, n. 1880 - New York, † 1942)
- Michel Renault, ballerino francese (Parigi, n. 1927 - Suresnes, † 1993)
- Michel Stuart, ballerino, coreografo e costumista statunitense (New York, n. 1945 - Malibù, † 1997)

## Diplomatici(1)
- Michel de Castelnau, diplomatico francese (Neuvy-le-Roi, n. 1517 - Joinville, † 1592)

## Direttori d'orchestra(2)
- Michel Plasson, direttore d'orchestra francese (Parigi, n. 1933)
- Michel Tabachnik, direttore d'orchestra e compositore svizzero (Ginevra, n. 1942)

## Direttori della fotografia(1)
- Michel Amathieu, direttore della fotografia francese (Crèvecœur-en-Auge, n. 1955)

## Dirigenti sportivi(4)
- Michel Dernies, dirigente sportivo e ex ciclista su strada belga (Nivelles, n. 1961)
- Michel Gondinet, dirigente sportivo e scrittore francese (Saint-Yrieix-la-Perche, n. 1855 - Parigi, † 1936)
- Michel Kreek, dirigente sportivo, allenatore di calcio e ex calciatore olandese (Amsterdam, n. 1971)
- Michel Vion, dirigente sportivo e ex sciatore alpino francese (Moûtiers, n. 1959)

## Drammaturghi(4)
- Michel Marc Bouchard, drammaturgo e sceneggiatore canadese (Saint-Cœur-de-Marie, n. 1958)
- Michel Camélat, drammaturgo, poeta e scrittore francese (Arrens-Marsous, n. 1871 - Tarbes, † 1962)
- Michel de Ghelderode, drammaturgo e scrittore belga (Ixelles, n. 1898 - Schaerbeek, † 1962)
- Michel Vinaver, drammaturgo, scrittore e dirigente d'azienda francese (Parigi, n. 1927 - Parigi, † 2022)

## Economisti(3)
- Michel Camdessus, economista francese (Bayonne, n. 1933)
- Michel Chevalier, economista francese (Limoges, n. 1806 - Montplaisir, † 1879)
- Michel Chossudovsky, economista canadese (Ottawa, n. 1946)

## Editori(1)
- Michel Mohrt, editore, scrittore e saggista francese (Morlaix, n. 1914 - Neuilly-sur-Seine, † 2011)

## Esperantisti(1)
- Michel Duc-Goninaz, esperantista francese (Parigi, n. 1933 - Aix-en-Provence, † 2016)

## Esploratori(1)
- Michel Vieuchange, esploratore francese (Nevers, n. 1904 - Agadir, † 1930)

## Filologi(1)
- Michel Zink, filologo e storico della letteratura francese (Issy-les-Moulineaux, n. 1945)

## Filosofi(13)
- Michel Alexandre, filosofo francese (Dieppe, n. 1888 - Parigi, † 1952)
- Michel Bitbol, filosofo francese (n. 1954)
- Michel Chodkiewicz, filosofo francese (Parigi, n. 1929 - Candé, † 2020)
- Michel Clouscard, filosofo, sociologo e antropologo francese (Montpinier, n. 1928 - Gaillac, † 2009)
- Michel Fattal, filosofo francese (Alessandria d'Egitto, n. 1954)
- Michel Henry, filosofo francese (Haiphong, n. 1922 - Albi, † 2002)
- Michel de Montaigne, filosofo, scrittore e politico francese (Bordeaux, n. 1533 - Saint-Michel-de-Montaigne, † 1592)
- Michel Onfray, filosofo e saggista francese (Chambois, n. 1959)
- Michel Schooyans, filosofo, teologo e presbitero belga (Braine-l'Alleud, n. 1930 - Bruxelles, † 2022)
- Michel Serres, filosofo e scrittore francese (Agen, n. 1930 - Vincennes, † 2019)
- Michel Souriau, filosofo francese (Lilla, n. 1891 - Aix-en-Provence, † 1986)
- Michel Villey, filosofo e storico francese (Caen, n. 1914 - Bois-le-Roi, † 1988)
- Michel Weber, filosofo belga (Bruxelles, n. 1963)

## Flautisti(2)
- Michel Blavet, flautista e compositore francese (Besançon, n. 1700 - Parigi, † 1768)
- Michel de La Barre, flautista e compositore francese (Parigi - Parigi, † 1745)

## Fotografi(1)
- Michel Comte, fotografo svizzero (Zurigo, n. 1954)

## Fotoreporter(1)
- Michel duCille, fotoreporter statunitense (Kingston, n. 1956 - Suakoko, † 2014)

## Fumettisti(3)
- Michel Blanc-Dumont, fumettista francese (Saint-Amand-Montrond, n. 1948)
- Michel Motti, fumettista e illustratore francese (Parigi, n. 1934 - Parigi, † 2009)
- Greg, fumettista e scrittore belga (Ixelles, n. 1931 - Parigi, † 1999)

## Funzionari(7)
- Michel Bégon, funzionario francese (Blois, n. 1667 - Blois, † 1747)
- Michel Bégon, funzionario e naturalista francese (Blois, n. 1638 - Rochefort, † 1710)
- Michel Delebarre, funzionario e politico francese (Bailleul, n. 1946 - Lilla, † 2022)
- Michel Lévêque, funzionario francese (Algeri, n. 1933)
- Michel Pontremoli, funzionario e partigiano francese (Parigi, n. 1908 - Lione, † 1944)
- Michel Rocard, funzionario e politico francese (Courbevoie, n. 1930 - Parigi, † 2016)
- Michel Roger, funzionario francese (Poitiers, n. 1949)

## Generali(5)
- Michel Aoun, generale e politico libanese (Haret Hreik, n. 1933)
- Michel Silvestre Brayer, generale francese (Douai, n. 1769 - Parigi, † 1840)
- Michel Joseph Maunoury, generale francese (Maintenon, n. 1847 - Fleury-les-Aubrais, † 1923)
- Michel Ney, generale francese (Sarrelouis, n. 1769 - Parigi, † 1815)
- Michel Ordener, generale francese (L'Hôpital, n. 1755 - Compiegne, † 1811)

## Geologi(1)
- Michel Siffre, geologo, speleologo e esploratore francese (Nizza, n. 1939 - Nizza, † 2024)

## Gesuiti(1)
- Michel de Certeau, gesuita, antropologo e linguista francese (Chambéry, n. 1925 - Parigi, † 1986)

## Giavellottisti(1)
- Michel Macquet, giavellottista, pallamanista e ginnasta francese (Amiens, n. 1932 - Le Crotoy, † 2002)

## Giocatori di calcio a 5(2)
- Michel Seitner, ex giocatore di calcio a 5 olandese (n. 1965)
- Michel Wentzel, ex giocatore di calcio a 5 e allenatore di calcio a 5 olandese (Amstelveen, n. 1966)

## Giocatori di football americano(1)
- Michel Derungs, giocatore di football americano svizzero (n. 1995)

## Giornalisti(3)
- Michel Drucker, giornalista e conduttore televisivo francese (Vire, n. 1942)
- Michel Renaud, giornalista, fotografo e viaggiatore francese (Nantes, n. 1945 - Parigi, † 2015)
- Michel Salomon, giornalista francese (Lilla, n. 1927 - Le Port-Marly, † 2020)

## Giuristi(2)
- Michel Martone, giurista italiano (Nizza, n. 1974)
- Michel Varro, giurista e fisico svizzero (Ginevra, n. 1542 - † 1586)

## Glottologi(1)
- Michel Bréal, glottologo francese (Landau in der Pfalz, n. 1832 - Parigi, † 1915)

## Hockeisti su ghiaccio(4)
- Michel Goulet, ex hockeista su ghiaccio canadese (Péribonka, n. 1960)
- Michel Larocque, hockeista su ghiaccio e dirigente sportivo canadese (Hull, n. 1952 - Hull, † 1992)
- Michel Miklík, hockeista su ghiaccio slovacco (Piešťany, n. 1982)
- Michel Plasse, hockeista su ghiaccio canadese (Montréal, n. 1948 - l'Île-Dupas, † 2006)

## Imprenditori(5)
- Michel Ancel, imprenditore monegasco (Monaco, n. 1972)
- Mike Krieger, imprenditore e informatico brasiliano (San Paolo, n. 1986)
- Michel Ray, imprenditore, attore e sportivo inglese (Gerrard Cross, n. 1944)
- Michel de Rosen, imprenditore francese (Parigi, n. 1951)
- Michel von Tell, imprenditore, giornalista e cabarettista svizzero (Zurigo, n. 1980)

## Incisori(2)
- Michel Audran, incisore francese (Parigi, n. 1701 - Parigi, † 1771)
- Michel Lasne, incisore e disegnatore francese (Caen, n. 1590 - Parigi, † 1667)

## Ingegneri(3)
- Michel Chartier de Lotbinière, ingegnere e militare francese (Québec, n. 1723 - New York, † 1798)
- Michel Coignet, ingegnere e matematico fiammingo (Anversa, n. 1549 - Anversa, † 1623)
- Michel Virlogeux, ingegnere e progettista francese (Vichy, n. 1946)

## Insegnanti(1)
- Michel Félix Dunal, docente, botanico e micologo francese (Montpellier, n. 1789 - Montpellier, † 1856)

## Judoka(1)
- Michel Nowak, ex judoka francese (Annaba, n. 1962)

## Librettisti(1)
- Michel Carré, librettista francese (Besançon, n. 1821 - Argenteuil, † 1872)

## Lunghisti(1)
- Michel Tornéus, lunghista svedese (Botkyrka, n. 1986)

## Maratoneti(1)
- Michel Théato, maratoneta lussemburghese (Lussemburgo, n. 1878 - Parigi, † 1923)

## Matematici(6)
- Michel Broué, matematico e attivista francese (Privas, n. 1946)
- Michel Chasles, matematico francese (Épernon, n. 1793 - Parigi, † 1880)
- Michel André Kervaire, matematico francese (Częstochowa, n. 1927 - Ginevra, † 2007)
- Michel Raynaud, matematico francese (Riom, n. 1938 - Rueil-Malmaison, † 2018)
- Michel Rolle, matematico francese (Ambert, n. 1652 - Parigi, † 1719)
- Michel Talagrand, matematico francese (Béziers, n. 1952)

## Medici(1)
- Michel Haïssaguerre, medico francese (Bayonne, n. 1955)

## Medievisti(1)
- Michel Mollat du Jourdin, medievista francese (Ancenis, n. 1911 - Reims, † 1996)

## Mezzofondisti(2)
- Michel Bernard, mezzofondista e dirigente sportivo francese (Sepmeries, n. 1931 - Anzin, † 2019)
- Michel Jazy, mezzofondista francese (Oignies, n. 1936 - Dax, † 2024)

## Militari(2)
- Mitch Bouyer, militare statunitense (n. 1837 - Little Bighorn, † 1876)
- Michel Coiffard, militare e aviatore francese (Nantes, n. 1893 - Bergnicourt, † 1918)

## Missionari(1)
- Michel Olçomendy, missionario e arcivescovo cattolico francese (Saint-Étienne-de-Baïgorry, n. 1901 - Singapore, † 1977)

## Musicisti(4)
- Michel II Danican Philidor, musicista francese
- Mitch Dorge, musicista e compositore canadese (Winnipeg, n. 1960)
- Michel Godard, musicista e compositore francese (Héricourt, n. 1960)
- Michel Martelly, musicista e politico haitiano (Port-Salut, n. 1961)

## Neurologi(1)
- Michel Jouvet, neurologo francese (Lons-le-Saunier, n. 1925 - Villeurbanne, † 2017)

## Nobili(1)
- Michel Ferdinand d'Albert d'Ailly, nobile francese (n. 1712 - † 1777)

## Numismatici(1)
- Michel Amandry, numismatico francese (n. 1949)

## Nuotatori(1)
- Michel Rousseau, ex nuotatore francese (Bois-Colombes, n. 1949)

## Oboisti(1)
- Michel I Danican Philidor, oboista francese

## Organisti(2)
- Michel Chapuis, organista e insegnante francese (Dole, n. 1930 - Dole, † 2017)
- Michel Corrette, organista, compositore e insegnante francese (Rouen, n. 1707 - Parigi, † 1795)

## Pallavolisti(1)
- Michel Guemart, ex pallavolista italiano (Forlì, n. 1983)

## Parolieri(1)
- Michel Vaucaire, paroliere francese (Brissago, n. 1904 - Saint-Denis, † 1980)

## Partigiani(1)
- Michel Debré, partigiano e politico francese (Parigi, n. 1912 - Montlouis-sur-Loire, † 1996)

## Patriarchi cattolici(1)
- Michel Sabbah, patriarca cattolico palestinese (Nazareth, n. 1933)

## Pattinatori artistici su ghiaccio(1)
- Michel Grandjean, pattinatore artistico su ghiaccio svizzero (n. 1931 - † 2010)

## Pattinatori di short track(1)
- Michel Daignault, ex pattinatore di short track canadese (Montréal, n. 1966)

## Pattinatori di velocità su ghiaccio(1)
- Michel Mulder, pattinatore di velocità su ghiaccio olandese (Zwolle, n. 1986)

## Pianisti(5)
- Michel Camilo, pianista e compositore dominicano (Santo Domingo, n. 1954)
- Michel Dalberto, pianista francese (Parigi, n. 1955)
- Michel Graillier, pianista francese (Lens, n. 1946 - Parigi, † 2003)
- Michel Petrucciani, pianista francese (Orange, n. 1962 - New York, † 1999)
- Michel Sogny, pianista francese (Pau, n. 1947)

## Piloti automobilistici(2)
- Michel Leclère, pilota di Formula 1 francese (Mantes-la-Jolie, n. 1946)
- Michel Nykjær, pilota automobilistico danese (Tappernøje, n. 1979)

## Piloti di rally(1)
- Michel Périn, copilota di rally francese (Saint-Mihiel, n. 1957)

## Piloti motociclistici(3)
- Michel Fabrizio, pilota motociclistico italiano (Frascati, n. 1984)
- Michel Frutschi, pilota motociclistico svizzero (Ginevra, n. 1953 - Le Mans, † 1983)
- Michel Rougerie, pilota motociclistico francese (Montreuil, n. 1950 - Fiume, † 1981)

## Pirati(2)
- Michel le Basque, pirata spagnolo
- Michel de Grammont, pirata francese (Parigi - † 1686)

## Pistard(2)
- Michel Rousseau, pistard francese (Parigi, n. 1936 - Saint-Yrieix-la-Perche, † 2016)
- Michel Vaarten, ex pistard belga (Turnhout, n. 1957)

## Pittori(14)
- Michel Abonnel, pittore francese (Clermont-Ferrand, n. 1881 - Saint-Chamond, † 1915)
- Michel Bouillon, pittore francese
- Michel Corneille il Vecchio, pittore, incisore e insegnante francese (Orléans - Parigi, † 1664)
- Michel Corneille il Giovane, pittore, incisore e insegnante francese (Parigi, n. 1642 - Parigi, † 1708)
- Michel Cesare Danielli, pittore italiano
- Michel Dorigny, pittore e incisore francese (San Quintino, n. 1616 - Parigi, † 1665)
- Michel Martin Drolling, pittore francese (Parigi, n. 1789 - Parigi, † 1851)
- Michel Fingesten, pittore e incisore ceco (Butzkowitz, n. 1884 - Cerisano, † 1943)
- Michel Kikoine, pittore francese (Rechytsa, n. 1892 - Cannes, † 1968)
- Michel Landois, pittore francese (n. 1696 - † 1726)
- Max Leenhardt, pittore francese (Montpellier, n. 1853 - Clapiers, † 1941)
- Angelo Quaglio il Vecchio, pittore, grafico e litografo tedesco (Monaco di Baviera, n. 1778 - † 1815)
- Michel Serre, pittore spagnolo (Tarragona, n. 1658 - Marsiglia, † 1733)
- Michel Trinquier, pittore francese (Avignone, n. 1931)

## Poeti(1)
- Michel Butor, poeta e scrittore francese (Mons-en-Barœul, n. 1926 - Contamine-sur-Arve, † 2016)

## Politici(23)
- Michel Aflaq, politico siriano (Damasco, n. 1910 - Parigi, † 1989)
- Michel Barnier, politico francese (La Tronche, n. 1951)
- Michel Patrick Boisvert, politico haitiano (Petit-Goâve)
- Michel Béguelin, politico e sindacalista svizzero (Boudry, n. 1936)
- Michel Castellani, politico francese (Bastia, n. 1945)
- Michel Chamillart, politico e nobile francese (Parigi, n. 1652 - Parigi, † 1721)
- Michel Daerden, politico belga (Baudour, n. 1949 - Fréjus, † 2012)
- Michel Delacroix, politico belga (Ixelles, n. 1950)
- Michel Djotodia, politico e militare centrafricano (Prefettura di Vakaga, n. 1949)
- Michel Elefteriades, politico, artista e produttore discografico libanese (Beirut, n. 1970)
- Michel Jobert, politico francese (Meknès, n. 1921 - Parigi, † 2002)
- Michel Kafando, politico burkinabé (Ouagadougou, n. 1942)
- Michel Le Tellier, politico francese (Parigi, n. 1603 - Parigi, † 1685)
- Michel de Marillac, politico, giurista e economista francese (Parigi, n. 1560 - Châteaudun, † 1632)
- Michel Mercier, politico francese (Thizy, n. 1947)
- Michel Micombero, politico e militare burundese (Rutovu, n. 1940 - Mogadiscio, † 1983)
- Michel Murr, politico libanese (Bteghrine, n. 1932 - † 2021)
- Michel Rasquin, politico e giornalista lussemburghese (Pétange, n. 1899 - Bruxelles, † 1958)
- Michel de Rostolan, politico e giornalista francese (Montargis, n. 1946)
- Michel Roux Vollon, politico francese (Saint-Jean-de-Belleville, n. 1808 - † 1878)
- Michel Sapin, politico francese (Boulogne-Billancourt, n. 1952)
- Michel Suleiman, politico e generale libanese (Amshit, n. 1948)
- Michel Vauzelle, politico francese (Montélimar, n. 1944)

## Politologi(1)
- Michel Mouskhély, politologo georgiano (Tiflis, n. 1903 - Valle d'Aosta, † 1964)

## Presbiteri(4)
- Michel Kayoya, presbitero, poeta e filosofo burundese (Kayokwe, n. 1934 - Gitega, † 1972)
- Michel Le Quien, presbitero, teologo e storico francese (Boulogne-sur-Mer, n. 1661 - Parigi, † 1733)
- Michel Quoist, presbitero, scrittore e viaggiatore francese (Le Havre, n. 1921 - Le Havre, † 1997)
- Michel Spanneut, presbitero e teologo francese (Steenvoorde, n. 1919 - Lomme, † 2014)

## Psicologi(1)
- Michel Gauquelin, psicologo, statistico e astrologo francese (Parigi, n. 1928 - Parigi, † 1991)

## Rapper(1)
- Mudimbi, rapper e cantautore italiano (San Benedetto del Tronto, n. 1986)

## Registi(13)
- Michel Bernheim, regista e direttore della fotografia francese (Parigi, n. 1908 - Parigi, † 1985)
- Michel Boisrond, regista e sceneggiatore francese (Châteauneuf-en-Thymerais, n. 1921 - La Celle-Saint-Cloud, † 2002)
- Michel Brault, regista e direttore della fotografia canadese (Montréal, n. 1928 - Toronto, † 2013)
- Michel Deville, regista francese (Boulogne-Billancourt, n. 1931 - Boulogne-Billancourt, † 2023)
- Michel Franco, regista, sceneggiatore e montatore messicano (Città del Messico, n. 1979)
- Michel Fuzellier, regista, illustratore e sceneggiatore francese (Le Touvet, n. 1944)
- Michel Gondry, regista, sceneggiatore e produttore cinematografico francese (Versailles, n. 1963)
- Michel Hazanavicius, regista, sceneggiatore e produttore cinematografico francese (Parigi, n. 1967)
- Michel Khleifi, regista e sceneggiatore palestinese (Nazareth, n. 1950)
- Michel Lang, regista e sceneggiatore francese (Parigi, n. 1939 - Saint-Arnoult, † 2014)
- Michel Mitrani, regista e attore francese (Varna, n. 1930 - Parigi, † 1996)
- Michel Ocelot, regista, sceneggiatore e animatore francese (Villafranca, n. 1943)
- Michel Ricaud, regista francese (Parigi, n. 1944 - Seychelles, † 1993)

## Religiosi(1)
- Michel Le Nobletz, religioso e missionario francese (Plouguerneau, n. 1577 - Le Conquet, † 1652)

## Rugbisti a 15(4)
- Michel Boucheron, rugbista a 15 e allenatore di rugby a 15 francese (Clermont-Ferrand, n. 1903 - Dunkerque, † 1940)
- Michel Courtiols, ex rugbista a 15 francese (Fumel, n. 1965)
- Michel Crauste, rugbista a 15, allenatore di rugby a 15 e dirigente sportivo francese (Saint-Laurent-de-Gosse, n. 1934 - Pau, † 2019)
- Michel Marfaing, ex rugbista a 15, allenatore di rugby a 15 e dirigente sportivo francese (Pamiers, n. 1970)

## Saggisti(1)
- Michel Monnerie, saggista francese (n. 1940)

## Sceneggiatori(1)
- Michel Audiard, sceneggiatore e regista francese (Parigi, n. 1920 - Dourdan, † 1985)

## Schermidori(7)
- Michel Boulos, schermidore canadese (Montréal, n. 1976)
- Michel Dessureault, ex schermidore canadese (Bouchette, n. 1957)
- Michel Evéquoz, schermidore svizzero (Sion, n. 1923 - † 2015)
- Michel Godin, schermidore francese (Arras, n. 1908 - Valenciennes, † 1978)
- Michel Pécheux, schermidore francese (Saint-Brieuc, n. 1911 - Neuilly-sur-Seine, † 1985)
- Michel Poffet, ex schermidore svizzero (n. 1957)
- Michel Salesse, ex schermidore francese (n. 1955)

## Sciatori alpini(7)
- Michel Arpin, sciatore alpino e allenatore di sci alpino francese (Sainte-Foy-Tarentaise, n. 1935 - Thonon-les-Bains, † 2015)
- Michel Bortis, ex sciatore alpino svizzero (n. 1970)
- Michel Canac, sciatore alpino francese (Aime, n. 1956 - Briançon, † 2019)
- Michel Coranote, ex sciatore alpino francese (n. 1963)
- Michel Dujon, sciatore alpino francese (n. 1956 - Bourg-Saint-Maurice, † 1975)
- Michel Dätwyler, ex sciatore alpino svizzero (n. 1947)
- Michel Stuffer, ex sciatore alpino italiano (n. 1973)

## Scrittori(19)
- Michel Bussi, scrittore francese (Louviers, n. 1965)
- Michel Chaillou, scrittore francese (Nantes, n. 1930 - Parigi, † 2013)
- Michel Ciment, scrittore, giornalista e critico cinematografico francese (Parigi, n. 1938 - Parigi, † 2023)
- J. Hector St. John de Crèvecœur, scrittore francese (Caen, n. 1735 - Sarcelles, † 1813)
- Michel de Cubières, scrittore e poeta francese (Roquemaure, n. 1752 - Parigi, † 1820)
- Michel Deguy, scrittore, poeta e filosofo francese (Parigi, n. 1930 - Parigi, † 2022)
- Michel Déon, scrittore francese (Parigi, n. 1919 - Galway, † 2016)
- Michel Droit, romanziere e giornalista francese (Vincennes, n. 1923 - La Celle-Saint-Cloud, † 2000)
- Michel Faber, scrittore olandese (L'Aia, n. 1960)
- Michel Hoëllard, scrittore francese (Parigi, n. 1952)
- Michel Houellebecq, scrittore, saggista e poeta francese (Saint-Pierre, n. 1956)
- Michel de l'Hôspital, scrittore e politico francese (Aigueperse, n. 1505 - Champmotteux, † 1573)
- Michel Leiris, scrittore e etnologo francese (Parigi, n. 1901 - Saint-Hilaire, † 1990)
- Michel Menu, scrittore, partigiano e educatore francese (Secondigny, n. 1916 - Saint-Cloud, † 2015)
- Michel Rodange, scrittore e poeta lussemburghese (Waldbillig, n. 1827 - Clausen, † 1876)
- Michel Tournier, scrittore francese (Parigi, n. 1924 - Choisel, † 2016)
- Michel Verne, scrittore francese (Parigi, n. 1861 - Tolone, † 1925)
- Michel Zévaco, romanziere e giornalista francese (Ajaccio, n. 1860 - Eaubonne, † 1918)
- Michel de Saint Pierre, scrittore, giornalista e politico francese (Blois, n. 1916 - Saint-Pierre-du-Val, † 1987)

## Scultori(6)
- Michel Abeloos, scultore belga (Louvain, n. 1828 - Louvain, † 1881)
- Michel Anguier, scultore francese (Eu, n. 1612 - Parigi, † 1686)
- Michel Léonard Béguine, scultore francese (Uxeau, n. 1855 - Parigi, † 1929)
- Michel Colombe, scultore francese (Bourges, n. 1430 - Bourges, † 1513)
- Michel Favre, scultore svizzero (Losanna, n. 1947)
- Michel Maille, scultore francese (Saint-Claude, n. 1643 - Roma, † 1703)

## Showgirl e showman(1)
- Michel Lotito, showman francese (Villard-Bonnot, n. 1950 - Grenoble, † 2006)

## Sociologi(3)
- Michel Callon, sociologo e ingegnere francese (n. 1945)
- Michel Crozier, sociologo francese (Sainte-Menehould, n. 1922 - Parigi, † 2013)
- Michel Maffesoli, sociologo francese (Graissessac, n. 1944)

## Storici(8)
- Michel Balard, storico francese (Sucy-en-Brie, n. 1936)
- Michel De Jaeghere, storico e giornalista francese (n. 1957)
- Michel Fleury, storico, archeologo e archivista francese (Parigi, n. 1923 - Parigi, † 2002)
- Michel François, storico e archivista francese (Dommartin-lès-Remiremont, n. 1906 - Parigi, † 1981)
- Michel Meslin, storico francese (Parigi, n. 1926 - Parigi, † 2010)
- Michel Pastoureau, storico, antropologo e saggista francese (Parigi, n. 1947)
- Michel Rouche, storico francese (Parigi, n. 1934 - Parigi, † 2021)
- Michel Vovelle, storico e saggista francese (Gallardon, n. 1933 - Aix-en-Provence, † 2018)

## Storici delle religioni(2)
- Michel Delahoutre, storico delle religioni francese (Linselles, n. 1923 - Levallois-Perret, † 2014)
- Michel Despland, storico delle religioni canadese (Losanna, n. 1936 - Montréal, † 2018)

## Tennisti(1)
- Michel Kratochvil, ex tennista svizzero (Berna, n. 1979)

## Tenori(1)
- Michel Sénéchal, tenore francese (Parigi, n. 1927 - Eaubonne, † 2018)

## Tipografi(1)
- Michel Andrieu, tipografo francese (Goupillières)

## Tiratori a segno(1)
- Michel Ansermet, tiratore a segno svizzero (n. 1965)

## Tiratori a volo(1)
- Michel Carrega, tiratore a volo francese (Parigi, n. 1934 - Santa Maria di Lota, † 2024)

## Traduttori(1)
- Michel Caignet, traduttore, giornalista e editore francese (n. 1954)

## Vescovi(1)
- Michel Guérard des Lauriers, vescovo francese (Suresnes, n. 1898 - Cosne-Cours-sur-Loire, † 1988)

## Vescovi cattolici(5)
- Michel Marie Jacques Dubost, vescovo cattolico francese (Safi, n. 1942)
- Michel Hoàng Đức Oanh, vescovo cattolico vietnamita (Ha Tay, n. 1938)
- Michel Nguyễn Khắc Ngữ, vescovo cattolico vietnamita (Vạn Đồn, n. 1909 - Long Xuyen, † 2009)
- Michel Pansard, vescovo cattolico francese (Rennes, n. 1955)
- Michel Poncet de La Rivière, vescovo cattolico, predicatore e oratore francese (Parigi, n. 1671 - Écouflant, † 1730)

## Violinisti(2)
- Michel Pignolet de Montéclair, violinista e compositore francese (n. 1667 - † 1737)
- Michel Schwalbé, violinista polacco (Radom, n. 1919 - Berlino, † 2012)

## Wrestler(1)
- Jos LeDuc, wrestler canadese (Montréal, n. 1944 - Atlanta, † 1999)

## Zoologi(1)
- Edmond de Sélys Longchamps, zoologo e politico belga (Parigi, n. 1813 - Liegi, † 1900)

## Senza attività specificata(3)
- Michel Bury, ex tiratore a segno francese (Ingwiller, n. 1952)
- Michel Marcel Navratil, francese (Nizza, n. 1908 - Saint-Clément-de-Rivière, † 2001)
- Michel Ringeval, allenatore di rugby a 15, rugbista a 15 e dirigente sportivo francese (Lourdes, n. 1943)